# Михня III
Михня III (на румънски: Mihnea al III-lea), с рождено име Михаил Раду († 1660), е княз на Влашко от март 1658 до ноември 1659 г.

## Живот
Михня е син на войводата Раду IX Михня и заедно с по-големия си брат Александру V Коконул е последният от династията Басараб.
Преди да бъде назначен от султана за княз на Влашко на мястото на отстранения Константин Щербан, той живее дълги години в Константинопол, където има влиятелни приятели сред османците. Приятел е на великия везир Кенан паша и неговата съпруга Атике, дъщеря на султана, като според Евлия Челеби дори е осиновен от тях. Въпреки че прекарва двадесет години сред турците из султанските дворци, той запазва християнската си вяра и редовно се изповядва.
Скоро след като става войвода на Влашко Михня започва въоръжена борба за отхвърлянето на османската власт и приема името Михай по примера на своя предшественик Михай Витязул. Но болярите, търсейки мир и съглашателство с Високата порта, не го подкрепят и той е принуден да търси съюз с Трансилвания. На 4 октомври 1659 г. в замъка Бран Михня сключва договор с княз Дьорд II Ракоци за съвместни действия срещу Османската империя. На 20 октомври 1659 г. Михня започва военни действия като овладява крепостите Браила и Турну. На 23 ноември води още един успешен бой с изпратената османска войска като я разгромява, но през декември турците хвърлят срещу него като наемници кримските татари и му нанасят поражение. Бяга от Влашко в Трансилвания, където умира вероятно отровен на 5 април 1660 г. на следващия ден след като присъства на пиршество, дадено от бившия княз в изгнание Константин Щербан.